# Rémy Dugimont
Rémy Dugimont (* 1. Juli 1986 in Saint-Cloud) ist ein ehemaliger französischer Fußballspieler, der zuletzt bis Dezember 2023 bei der JS Saint-Pierre unter Vertrag gestanden hatte. Seine Karriere verbrachte Dugimont hauptsächlich in der Ligue 2 und absolvierte dabei die meisten Pflichtspiele für Clermont Foot und die AJ Auxerre.

## Karriere
Dugimont begann seine fußballerische Karriere bereits 1993 in seinem Geburtsort bei La Celle Saint-Cloud. Nach fünf Jahren, im Sommer 1998 wechselte er in die Jugendakademie von Paris Saint-Germain. Nach drei weiteren Jahren dort unterschrieb er bei Le Chesney. In der Saison 2007/08 spielte er dann für den Levallois SC, für den er in fünf Einsätzen drei Tore schoss. Im Sommer 2008 unterschrieb er schließlich bei der AS Poissy. In der Saison 2008/09 spielte er in der National 3 sechsmal, wobei er fünfmal traf. Die darauf folgende Saison beendete er mit acht Toren in 24 Spielen. Nach dem Aufstieg in die National 2 schoss er in der Spielzeit 2010/11 16 Tore in 32 Spielen. Zudem spielte er einmal im Pokal.
Zur Saison 2011/12 wechselte er in die National zum FC Rouen. Hier schoss er in der ersten Saison elf Tore in 20 Ligaspielen und kam ein weiteres Mal in der Coupe de France zum Einsatz. In der Saison 2012/13 schoss er dann zwölf Tore in 35 Spielen und traf zwei weitere Male in drei Pokalspielen.
Nach nur zwei Jahren bei Rouen wechselte er in die Ligue 2 zu Clermont Foot. Am ersten Spieltag der Folgesaison wurde er bei einem 2:1-Sieg über den FC Tours für die letzten 20 Minuten eingewechselt und debütierte somit im Profibereich. Bei einem 2:0-Sieg über den CA Bastia schoss er am Ende des Jahres sein erstes Tor in der Ligue 2. Insgesamt war dies jedoch sein einziger Treffer in 31 Ligaspielen, wobei er noch einmal in insgesamt drei Pokalspielen traf. In der Saison 2014/15 schoss er dann jedoch schon acht Tore in 27 Spielen in der Liga, wozu er sechs Tore vorbereitete. In der Coupe de la Ligue schoss er ein Tor in zwei Spielen, genau wie in der Coupe de France. 2015/16 spielte er alle 38 Ligaspiele und traf dabei siebenmal und kam auf vier Torvorlagen. In den beiden Pokalwettbewerben schoss er drei weitere Tore in drei Spielen. Die Spielzeit 2016/17 beendete er mit wettbewerbsübergreifend 16 Toren in 40 Spielen, wobei er zusätzlich sechsmal ein Tor vorbereitete. Auch 2017/18 lief es ähnlich und Dugimont erzielte elf Tore und bereitete vier Treffer in 35 Ligapartien vor. Im Pokal kam er zusätzlich auf drei Einsätze und zwei Tore.
Im Sommer 2018 wechselte er zum Ligakonkurrenten AJ Auxerre. In seiner ersten Saison dort schoss er insgesamt fünf Tore, wofür er 34 Partien brauchte. In der anschließenden Saison 2019/20 traf er erneut fünfmal, diesmal aber in 27 von 28 möglichen Ligaspielen und einem Ligapokalspiel. Die Folgesaison beendete er mit 14 Treffern und vier Vorlagen in 35 Ligaspielen. Nach jener Saison 2020/21 verlängerte Dugimont zudem seinen Vertrag bei der AJA bis Juni 2023. In der anschließenden Saison 2021/22 wurde er jedoch nicht mehr so oft eingesetzt und kam nur noch auf 22 Ligaeinsätze, wobei er zweimal traf. In der Aufstiegsrelegation verwandelte er dann aber sowohl in der ersten Runde als auch im finalen Spiel gegen die AS Saint-Étienne im Elfmeterschießen seine Strafstöße und stieg so mit seiner Mannschaft in die Ligue 1 auf. Am dritten Spieltag kam er gegen den HSC Montpellier zu seinem ersten Spiel in der höchsten französischen Liga und konnte durch eine Vorlage auch maßgeblich zum 2:1-Sieg beisteuern. In der Saison 2022/23 stieg Dugimont mit Auxerre wieder in die Ligue 2 ab. 
Daraufhin wechselte er im Sommer 2023 auf die französische Insel Réunion zur JS Saint-Pierre und beendet dort Dezember 2023 seine Fußballkarriere.

## Erfolge
AS Poissy
- Aufstieg in die National 2: 2010

AJ Auxerre
- Aufstieg in die Ligue 1: 2022